# PokerStars Players Championship 2023
Die PokerStars Players Championship 2023 war die zweite Austragung dieses Pokerturniers. Es wurde vom 30. Januar bis 3. Februar 2023 im Atlantis Resort & Casino auf Paradise Island ausgespielt und von PokerStars veranstaltet.

## Struktur
Die für August 2020 in Barcelona geplante Austragung wurde im Mai 2020 aufgrund der COVID-19-Pandemie auf das Jahr 2021 verschoben, ehe sie im März 2021 auf unbestimmte Zeit verlegt wurde. Das Turnier in der Variante No Limit Hold’em wurde dann vom 30. Januar bis 3. Februar 2023 im Rahmen des PokerStars Caribbean Adventure auf den Bahamas gespielt und hatte einen Buy-in von 25.000 US-Dollar. Das Event war ein reines Freeze-Out, Spieler konnten sich nach Ausscheiden also nicht erneut einkaufen. Im Vorfeld des Turniers konnte man bei den Live-Turnierserien von PokerStars sowie online einen sogenannten „Platinum Pass“ im Wert von 30.000 US-Dollar gewinnen, der zur Teilnahme am Turnier berechtigte und zudem Flug- und Hotelkosten deckte.

## Ergebnisse

### Turnierverlauf
Alle Spieler starteten mit einem Stack von 60.000 Chips. Am ersten Tag kauften sich 1005 Spieler in das Turnier ein, den Chris Moorman und Tony Tran mit jeweils 356.000 Chips als Führende beendeten. Die Anmeldephase endete am zweiten Tag mit insgesamt 1014 Teilnehmern, die damit einen Preispool von knapp 25 Millionen US-Dollar generierten. 175 Spieler erreichten die Preisgeldränge, dabei lag die geringste Auszahlung bei 35.100 US-Dollar und der Hauptpreis bei mehr als 4 Millionen US-Dollar.
Nach dem zweiten Turniertag befanden sich noch 255 Spieler im Event, wobei der Bulgare Krassimir Jankow als einziger Spieler mehr als eine Million Chips besaß. Am dritten Tag wurden die Preisgeldränge erreicht; das Spiel endete mit 52 verbliebenen Teilnehmern und Petar Kalew als Chipleader. Am vierten Tag schied mit Nadya Magnus auf dem 18. Platz die letzte Frau aus; es wurde bis zu den letzten sechs Spielern gespielt, die damit alle bereits ein Preisgeld von einer Million US-Dollar sicher hatten.

### Deutschsprachige Teilnehmer
Bester deutschsprachiger Spieler war Max Menzel aus Berlin, der den zweiten Platz belegte. Er hatte durch seinen Sieg beim Main Event der Road to PSPC in Manila einen „Platinum Pass“ erhalten. Folgende deutschsprachige Teilnehmer konnten sich im Geld platzieren:
| Platz | Herkunft    | Spieler               | Preisgeld (in $) |
| ----- | ----------- | --------------------- | ---------------- |
| 002   | Deutschland | Max Menzel            | 2.859.990        |
| 006   | Deutschland | Niclas Thumm          | 1.001.200        |
| 021   | Deutschland | Fedor Holz            | 0.123.600        |
| 034   | Deutschland | Dominik Nitsche       | 0.081.400        |
| 038   | Deutschland | Maxi Lehmanski        | 0.081.400        |
| 044   | Deutschland | Christian Dressler    | 0.070.700        |
| 053   | Deutschland | Yannick Schumacher    | 0.070.700        |
| 055   | Schweiz     | Ramon Lampert         | 0.070.700        |
| 058   | Osterreich  | Armin Rezaei          | 0.061.400        |
| 077   | Deutschland | Bastian Hess          | 0.053.400        |
| 088   | Deutschland | Christopher Pütz      | 0.053.400        |
| 121   | Deutschland | Niklas Warlich        | 0.040.300        |
| 129   | Schweiz     | Dinesh Alt            | 0.040.300        |
| 140   | Deutschland | Christoph Walkenhorst | 0.040.300        |
| 146   | Deutschland | Tom Kunze             | 0.035.100        |
| 161   | Osterreich  | Matthias Auer         | 0.035.100        |
| 165   | Deutschland | Alexander Herrmann    | 0.035.100        |

### Finaltisch
In den Finaltisch am 3. Februar 2023 startete der Argentinier Nacho Barbero als Chipleader. Niclas Thumm, der den Tag mit den wenigsten Chips begonnen hatte, konnte sich gleich in der ersten Hand verdoppeln, musste nach rund anderthalb Stunden Spielzeit jedoch als Erster den Tisch verlassen. Ihm folgte knapp drei Stunden später Pedro Marques als Fünftplatzierter. Nach dem Ausscheiden Barberos auf Platz vier, einigten sich die verbliebenen Spieler auf einen ICM-Deal, der allen ein Preisgeld zwischen 2,5 und 3 Millionen US-Dollar zusicherte. Anschließend spielten sie noch um 100.000 US-Dollar für den Zweitplatzierten sowie weitere 200.000 US-Dollar sowie die Trophäe für den Sieger. Der Brasilianer Philipe Pizzari belegte rund eine Stunde später den dritten Rang. Ins finale Heads-Up ging Aljaksandr Schylko anschließend als deutlicher Chipleader. Gleich in der ersten Hand gewann er das Turnier, als er mit seiner Hand 10♥ 5♣ auf einem Board von 8♣ 5♥ 5♦ 10♠ Q♣ mit einem Full House gegen die von Max Menzel gehaltene Straße mit J♣ 9♠ alle Chips in die Mitte brachte.
| Platz | Herkunft    | Spieler            | Preisgeld (in $) |
| ----- | ----------- | ------------------ | ---------------- |
| 1     | Belarus     | Aljaksandr Schylko | 3.121.838        |
| 2     | Deutschland | Max Menzel         | 2.859.990        |
| 3     | Brasilien   | Philipe Pizzari    | 2.584.871        |
| 4     | Argentinien | Nacho Barbero      | 1.551.300        |
| 5     | Portugal    | Pedro Marques      | 1.251.500        |
| 6     | Deutschland | Niclas Thumm       | 1.001.200        |